# لیام اگنیو
لیام اگنیو (انگلیسی: Liam Agnew؛ زادهٔ ۱۱ آوریل ۱۹۹۵) بازیکن فوتبال اهل بریتانیا است.
از باشگاه‌هایی که در آن بازی کرده‌است می‌توان به باشگاه فوتبال هروگیت تاون، باشگاه فوتبال یورک سیتی، باشگاه فوتبال ساندرلند، و باشگاه فوتبال بوستون یونایتد اشاره کرد.